# 1616.
◄ | 16. stoljeće | 17. stoljeće | 18. stoljeće | ►
◄ | 1580-ih | 1590-ih | 1600-ih | 1610-ih | 1620-ih | 1630-ih | 1640-ih | ►
◄◄ | ◄ | 1613. | 1614. | 1615. | 1616. | 1617. | 1618. | 1619. | ► | ►►
Arhitektura • Astronomija • Glazba • Kazalište • Kiparstvo • Knjige • Književnost • Kršćanstvo • Medicina • Politika • Pravo • Promet • Slikarstvo • Znanost

## Rođenja
- 2. listopada – Andreas Gryphius, njemački književnik († 1664.)

## Smrti
- 23. travnja – Miguel de Cervantes Saavedra, španjolski pripovjedač i dramatičar (* 1547.)
- 3. svibnja – William Shakespeare

## Vanjske poveznice
|  | Zajednički poslužitelj ima još gradiva o temi 1616. |